# Tachtojamsk
Tachtojamsk (in lingua russa Тахтоямск) è un centro abitato dell'Oblast' di Magadan, situato nell'Ol'skij rajon.